# Katasztrófavédelem Magyarországon
A katasztrófavédelem a tűzoltóság és a polgári védelem összevonásával alakult meg Magyarországon 2000. január 1-jén. Fő feladata a katasztrófák hatósági megelőzése; a bekövetkező polgári veszélyhelyzetekben a mentés végrehajtása; a védekezés megszervezése és irányítása; a káros következmények felszámolása; a helyreállítás-újjáépítés megvalósítása

## Előzmények
Korábban a tűzoltóság és a polgári védelem két teljesen külön szervezet volt, 2000. január 1-jétől az országos és megyei szinteken következett be az integráció, a helyi szinteken továbbra is egymástól különálló szervek voltak. A helyi tűzoltóságok önkormányzati kézben működtek 1995-től, 2012.január 1-ig. Ezalatt az idő alatt a tűzoltóságok nagy technikai fejlesztéseken mentek keresztül, melyet nagy részben az önkormányzatoknak köszönhettek. A hivatásos önkormányzati tűzoltóságok (HÖT-ök) a rendvédelmi szervek közé voltak sorolva, de többnyire már csak névlegesen. 2006-ban, a második Gyurcsány-kormány alatt a Belügyminisztérium megszűnését követően az ÖTM-hez (Önkormányzati és Területfejlesztési Minisztérium) kerültek a tűzoltóságok, míg az addigi BM rendvédelmi szerv az IRM-hez (Igazságügyi és Rendészeti Minisztérium), ezzel teljesen leválasztva a tűzoltóságot a többi hivatásos rendvédelmi szervtől.
A 2010-es kormányváltást követően a kormányzat visszaállította a Belügyminisztériumot, s ide visszahelyezett minden rendvédelmi szervet, köztük a tűzoltóságokat is. 2012. január 1-jén a katasztrófavédelemnél teljes egészében megtörtént az integráció. Ennek eredményeként a hivatásos önkormányzati tűzoltóságok (HÖT-ök) megszűntek létezni. Helyettük hivatásos tűzoltó-parancsnokságok jöttek létre (HTP-k), melyek a katasztrófavédelem helyi szerveként működnek tovább; valamint létrejöttek az Önkormányzati Tűzoltóságok is, amelyek nem hivatásos, hanem civil munkavállalókból állnak, és nem képezik részét a katasztrófavédelemnek (ÖTP).
2024. október 01-től több a Katasztrófavédelem feladatait érintő hatáskör áthelyezésről döntött a Kormány, a Magyar Közlöny 66. számában megjelent jogszabályi rendelkezések alapján (2024. évi XXIX. törvény). Ezek szerint október 1-től az illetékes Kormányhivatalokhoz került át több hatósági jogkör (tűzvédelmi, vízvédelmi és vízügyi hatósági, valamint az iparbiztonsági hatáskör egyes részei). 

## A katasztrófavédelem szervei
- Országos szerv: Országos Katasztrófavédelmi Főigazgatóság
- Területi szerv: Megyei Katasztrófavédelmi Igazgatóságok + Fővárosi Katasztrófavédelmi Igazgatóság (FKI)
- Helyi szerv: Katasztrófavédelmi Kirendeltségek (a Katasztrófavédelmi Kirendeltségeknek vannak Hatósági Osztályaik, valamint Hivatásos Tűzoltóparancsnokságaik.)

A Hivatásos Tűzoltóparancsnokságok rendelkeznek, illetve rendelkezhetnek katasztrófavédelmi őrsökkel. A katasztrófavédelmi őrs a Hivatásos Tűzoltóparancsnokság elsődleges tűzoltási és műszaki mentés, tűzmegelőzési feladatok elvégzésére létrehozott szervezeti egysége.

## A katasztrófavédelem szakterületei

### Tűzoltósági szakterület
Ez a fő szakterület, amely két részre bontható. A beavatkozó állományra, mely ellátja a tűzoltás és kárelhárítás feladatait. Tűzvédelmi szabálytalanság esetén helyszíni bírságot alkalmazhat, vagy feljelentést tehet a katasztrófavédelmi kirendeltség hatósági osztályán. A hatósági osztály feladatai közé tartoznak tűzvédelmi hatósági jogkörben különféle engedélyezési eljárások lebonyolítása, tűzvédelmi hatósági ellenőrzések végrehajtásai, szabálytalanságok felderítése stb. A hatósági osztály a tűzoltósági (tűzvédelmi), polgári védelmi, valamint iparbiztonsági szakterületen is gyakorolja a hatósági jogköreit: előír, engedélyez, tilt, korlátoz, ellenőriz és szankciókat alkalmaz.
- Hivatásos tűzoltó-parancsnokság (HTP)
- Önkormányzati Tűzoltóság (ÖTP)
- Létesítményi Tűzoltóság (LTP) tűzoltási és műszaki mentési feladatok elvégzésére, gazdálkodó szervezet által létrehozott, önálló működési területtel nem rendelkező tűzoltóság.
- Önkéntes Tűzoltó Egyesület (ÖTE)

### Polgári Védelmi szakterület
Alapvető feladata az emberi élet megóvása, ezáltal a lakosságvédelem. Feladata egyfelől a természeti, illetve civilizációs tényezők hatására kialakulható veszélyhelyzetek felszámolására rendelt, vagy az abban közreműködő szervek, szervezetek ilyen jellegű tevékenysége segítésében és koordinálásában való részvétel, másfelől az ezen események megelőzése területén, valamint az eredeti helyzet visszaállítását célzó felkészítési, lakosságvédelmi, szervezési, tervezési, hatósági, ellenőrzési területen jelentkező feladatok végzése.

### Iparbiztonsági szakterület
A kritikus infrastruktúra védelme. Legfontosabb feladatuk az ipari baleset-megelőzés. E szakterület tűzoltói nagy hangsúlyt fektetnek az ellenőrzésekre. Veszélyes létesítményeket ellenőriznek, hogy megfelelnek-e a jogszabályban rögzített kritériumoknak, szabályos-e az ott felhasznált anyag tárolása, felhasználása.
Kényszerítő eszközöket (rendőrbot, bilincs vegyi spray) használhatnak intézkedéseik során. 
Mindhárom szakterület hatósági jogkörrel rendelkezik.

## Ellenőrzési és hatósági jogkörök
A Katasztrófavédelem szervei jogosultak közúti, vasúti, vízi, légi ellenőrzést végezni, a veszélyes anyagok szállításának ellenőrzése miatt. A katasztrófavédelem akár társszervekkel (rendőrség, Nemzeti Adó- és Vámhivatal, Nemzeti Közlekedési Hatóság, stb.), akár társszervek nélkül önállóan is intézkedhet. Az intézkedéseket végző szakemberek (tűzoltók), igazoltatási jogkörrel is rendelkeznek és hivatalos személynek minősülnek, mint minden hivatásos a szervezetnél. (A beavatkozó tűzoltó is hivatalos személy). 
A katasztrófavédelem úgynevezett supervisori jogkörrel rendelkezik, amelynek keretében a szervezet a többi közreműködő hatóság munkáját koordinálja azok akciói során.

## Jelmondat és azonosító
A katasztrófavédelem jelmondata: „Magyarország szolgálatában a biztonságért!” (2013-ig: „Készen a vészben!”)
Katasztrófavédelmi szolgálati azonosító jelvény: Jelvény
A katasztrófavédelmi szolgálati igazolvány: Szolgálati igazolvány

## Rendfokozatok
| Rendfokozat      | Jelzés           |
| Tiszthelyettesek | Tiszthelyettesek |
| ---------------- | ---------------- |
| őrmester         |                  |
| törzsőrmester    |                  |
| főtörzsőrmester  |                  |
| Zászlósok        |                  |
| zászlós          |                  |
| törzszászlós     |                  |
| főtörzszászlós   |                  |
| Tisztek          |                  |
| hadnagy          |                  |
| főhadnagy        |                  |
| százados         |                  |
| Főtisztek        |                  |
| őrnagy           |                  |
| alezredes        |                  |
| ezredes          |                  |
| Tábornokok       |                  |
| dandártábornok   |                  |
| vezérőrnagy      |                  |
| altábornagy      |                  |